# سینما استقلال (بابل)
سینما استقلال (به نام پیشین: سینما داریوش) یکی از سینماهای شهر بابل بود. این سینما در سال ۱۳۳۳ خورشیدی توسط محمدقلی اهرابی و با اکران فیلم هلن قهرمان بازگشایی شد. این سینما در سال ۱۳۴۶ بازسازی شد و ورودی آن به درون خیابان باریک کنار هتل رضا (به نام پیشین: هتل میامی) انتقال داده شد.

پس از انقلاب اسلامی، نام سینما به «استقلال» دگرگونی یافت و در نهایت در سال ۱۳۷۱ خورشیدی بسته شد. در مرداد ۱۳۹۴، شهرداری بابل برای ساخت پارکینگ عمومی، ساختمان برجای‌مانده از این سینما را تخریب کرد.